# Avion à hydrogène
 (avril 2021).
Un avion à hydrogène est un avion alimenté au dihydrogène. Le dihydrogène peut alimenter soit des piles à combustible qui génèrent de l'électricité pour alimenter des moteurs électriques, soit directement des réacteurs. Il peut être stocké à bord soit sous forme de gaz comprimé à haute pression, soit sous forme liquide à −253 °C.

## Principe de fonctionnement

### Modèle à pile à combustible
Dans un modèle à pile à combustible, l'avion dispose de réservoirs d'hydrogène sous pression qui permettent d'alimenter la pile, laquelle produit à son tour de l'électricité par recombinaison du dihydrogène avec l'oxygène ; cette électricité alimente enfin les moteurs électriques de l'avion. C'est donc un type d'avion électrique. Le seul rejet en vol est de la vapeur d'eau.

### Modèle à turboréacteurs
Dans le cas d'un avion à hydrogène utilisant des turboréacteurs, il s'agit de remplacer le carburant aviation (généralement du kérosène) par de l'hydrogène.

## Prototypes
Le premier prototype d'avion à hydrogène est le Tupolev Tu-155, appareil soviétique, dont le premier vol a eu lieu en 1988. Il est capable de brûler dans ses turboréacteurs soit de l'hydrogène liquide soit du méthane liquide. Cependant, un seul de ses trois moteurs utilise le nouveau carburant, les autres utilisant toujours le kérosène classique. Ce projet ne survit pas à la dislocation de l'URSS et à la crise économique qu'elle engendre,.
Le premier prototype d'avion à pile à hydrogène est conçu par Boeing et vole pour la première fois en 2008. L'aéronef fait 16,3 mètres d'envergure, 6,5 mètres de long et un poids de 800 kg, le réservoir d'hydrogène a une contenance de 34 litres. Le premier vol a lieu en Espagne, ne dure qu'une vingtaine de minutes, à environ 100 km/h et atteint une altitude de 1 000 mètres. En plus de sa pile à combustible, l'avion emporte une batterie lithium-ion qui apporte l'énergie nécessaire au décollage. L'engin a été construit par la société autrichienne Diamond Aircraft puis a été modifié par Boeing Research & Technology Europe,.
Un concept d'avion biplace expérimental nommé DLR Smartfish est construit par Konrad Schafroth et vole pour la première fois en avril 2007.
Le 12 avril 2022, le prototype HY4 de l'entreprise H2FLY relie les aéroports de Stuttgart et de Friedrichshafen en parcourant 124 km. Le lendemain, il atteint l'altitude record de 2,2 km.

## Développement commercial

### Projet ZEROe d'Airbus
En 2020, Airbus annonce qu'il souhaite lancer un programme de développement en 2028 et construire un avion à hydrogène d'ici 2035 afin de décarboner le secteur aérien qui dépend aujourd'hui à 100 % des énergies fossiles. Ce projet est reporté sine die en février 2025.

### ZeroAvia
Le constructeur ZeroAvia annonce fin 2021 la mise en place de ses premiers vols commerciaux à hydrogène pour 2024. La première ligne aérienne devrait relier le Royaume-Uni et les Pays-Bas. En janvier 2023, ZeroAvia effectue le premier vol d'essai d'un Dornier 228 dont l'un des deux moteurs thermiques a été remplacé par un moteur électrique alimenté par une pile à hydrogène. La demande de certification de l'ensemble propulsif, associant deux moteurs électriques de 600 kW chacun à deux piles à combustible et leurs réservoirs d'hydrogène gazeux, pour un avion pouvant transporter 19 passagers sur une distance de 500 km, sera déposée fin 2023. Les premiers vols commerciaux sont attendus en 2025. ZeroAvia annonce avoir engrangé plus de 1 500 précommandes pour des rétrofits d'avions déjà en service.

### Amelia
En 2022, la compagnie régionale française Amelia annonce vouloir convertir ses ATR 72 à la propulsion à hydrogène.

### Blue Spirit Aero Dragonfly

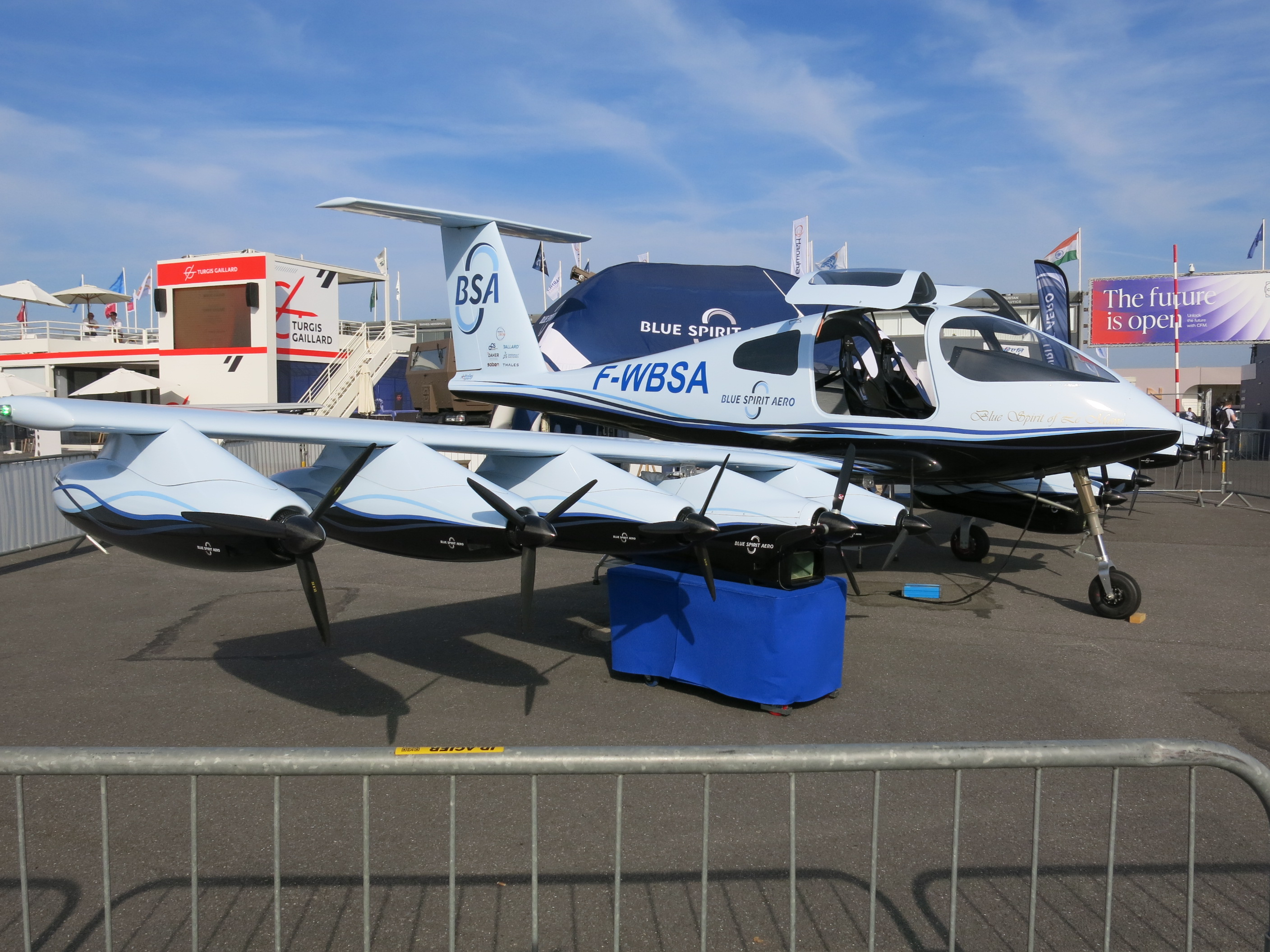
Le Blue Spirit Aero Dragonfly au salon du Bourget 2025.

Le Blue Spirit Aero Dragonfly est un projet d'avion à hydrogène conçu par la start-up française Blue Spirit Aero. Il utilise une pile à combustible qui actionne 12 petits moteurs électriques, disposant chacun de son hélice tractive, fixés symétriquement sous les ailes. Un prototype du Dragonfly est présenté au public pour la première fois au 54e salon aéronautique du Bourget, en juin 2023.

## Travaux préparatoires
Airbus, Air liquide et le groupe ADP signent en juin 2021 un accord afin d'anticiper l'arrivée des futurs avions à hydrogène dans les aéroports, vers 2035. Ils comptent étudier d'ici à l'automne 2021 la situation d'une trentaine d'aéroports, en particulier de Roissy-CDG et d'Orly en Île-de-France, jusqu'à la fin de l'année. Ces études permettront notamment d'évaluer les quantités d'hydrogène à produire, à quelle date, par quel procédé et sur quel site.
Airbus annonce en juin 2021 la création de deux « centres de développement zéro-émission », désignés en interne sous le sigle ZEDC, situés l'un à Nantes et l'autre à Brême, qui auront notamment en charge la fabrication de l'élément le plus critique du futur avion à hydrogène : les réservoirs cryogéniques, à partir de 2023. Les essais en vol utiliseront un A380.
En septembre 2021, la jeune pousse californienne Universal Hydrogen, créée par d'anciens dirigeants d'Airbus et spécialisée dans la conversion des avions à l'hydrogène, ouvre un bureau d'études à Toulouse, à proximité d'Airbus et d'ATR. Elle développe, pour les avions régionaux à hélices de 40 à 70 places, comme les ATR et les Dash 8, des kits de conversion associant des moteurs électriques et une pile à hydrogène, elle-même alimentée par des capsules d'hydrogène livrables et prêtes à l'emploi. Son objectif est de proposer deux solutions prêtes à l'emploi pour des premiers vols commerciaux en 2025, l'une à hydrogène gazeux et l'autre à hydrogène liquide, cette dernière étant probablement la solution pour les avions moyen-courriers. La société fait faillite en juin 2024 après l'échec de sa dernière levée de fonds.
Le 22 février 2022, Airbus signe avec CFM International, coentreprise entre Safran et General Electric, un partenariat pour  tester un système de propulsion à l'hydrogène liquide, susceptible d'équiper les premiers avions « zéro émissions », attendus pour 2035. Un démonstrateur technologique volant complet sera développé, associant des réservoirs et un circuit de distribution cryogénique, capable de conserver l'hydrogène à l'état liquide, à un moteur GE Passport modifié pour pouvoir brûler de l'hydrogène au lieu du kérosène, qui devrait voler dès 2026 sur un A380.
Le 23 février 2022, Pratt & Whitney est sélectionné par le ministère américain de l'énergie pour développer un nouveau concept de moteur à turbine capable de fonctionner avec de l'hydrogène liquide à la place du kérosène, le projet « HySIITE », qui permettrait à la fois d'éliminer 100 % des émissions de dioxyde de carbone (CO2) et 80 % des émissions d'oxyde d'azote (NOx) en vol et de réduire fortement les traînées de condensation des avions, qui participent aussi à l'effet de serre.

## Difficultés techniques
Diverses difficultés techniques sont rencontrées pour le développement de ce type d'appareil.

### Délocalisation de la pollution
Le dihydrogène n'existe pas ou presque dans la nature. Il faut donc le produire pour alimenter les piles à combustible. Aujourd'hui, 96 % du dihydrogène produit provient du vaporeformage d'hydrocarbure, en particulier du gaz naturel. L'utilisation du dihydrogène produit de cette façon ne présente aujourd'hui pas d’intérêt sur le plan écologique car, bien que sa combustion ne rejette que de la vapeur d'eau, sa production est fortement émettrice de dioxyde de carbone (CO2).
L'équation chimique de ce procédé est :
- pour le gaz naturel : H2O + CH4 → CO + 3 H2
- puis CO + H2O → CO2 + H2

Pour produire du dihydrogène de façon décarbonée il est possible d'électrolyser de l'eau, ce qui dissocie les molécules d'eau et libère ainsi du dihydrogène et du dioxygène. Mais ce processus n'est réellement décarboné que si l'électricité qui alimente l'électrolyseur l'est aussi, autrement dit, l'électrolyseur doit être alimenté avec de l'énergie renouvelable ou nucléaire. Le dihydrogène produit de cette façon est nommé hydrogène vert (renouvelable) ou jaune (nucléaire).

### Émissions autres que le dioxyde de carbone
Le forçage radiatif lié aux émissions de CO2 représente actuellement 33 % du forçage radiatif total dû au transport aérien, les deux tiers restant étant dus aux émissions d'oxydes d'azote (NOx), aux traînées de condensation et cirrus artificiels qui se forment dans certaines conditions. Si le kérosène est remplacé par de l'hydrogène, l'impact sur les émissions autres que le CO2 n'est pas connu car aucune mesure n'a encore été effectuée. Il a toutefois été estimé que les émissions de vapeur d'eau seraient 2,6 fois plus importantes que celles dues aux carburants fossiles, produisant ainsi plus de traînées de condensation. L'absence de suies dans l'échappement des réacteurs pourrait avoir l'effet inverse. D'autre part, le forçage radiatif des traînées pourrait être plus faible du fait d'une absorbance potentiellement plus faible. Les émissions d'oxydes d'azote devraient pouvoir être réduites à la faveur de la conception de nouveaux réacteurs.

### Contrainte énergétique de la production d'hydrogène
La production d'hydrogène par électrolyse de l'eau alimentée par une électricité décarbonée est une condition nécessaire pour que le secteur aérien soit réellement décarboné, mais cette solution nécessite beaucoup d'énergie. Une équipe de chercheurs de Toulouse a estimé qu'il faudrait entre 10 000 et 18 000 éoliennes (soit 5 000 km2), 1 000 km2 de panneaux solaires ou 16 réacteurs nucléaires pour remplacer le kérosène de l'aéroport de Paris-Charles-de-Gaulle,.
Ces chiffres posent la question de la faisabilité de la transition énergétique du secteur de l'aviation surtout dans un contexte où le secteur devrait doubler tous les 15 ans.
De plus, ces avions « zéro émission » n'auraient au mieux qu'une autonomie de 3 500 km ; or, 40 % des émissions du secteur ont lieu sur les vols de plus de 3 500 km.

### Contrainte économique de la production d'«hydrogène vert»
Le vaporeformage est le procédé le plus économique actuel pour produire l’hydrogène industriel : son prix est d'environ 1,5 €/kg. De son côté, l'hydrogène par électrolyse est 6 €/kg soit quatre fois plus cher.

### Difficultés logistiques
Pour développer son avion, Airbus devra compter sur le développement d'une filière de production d'hydrogène conséquente mais aussi sur un réseau de distribution efficace dans les aéroports.

### Stockage de l'hydrogène à bord de l'avion
Le dihydrogène possède une grande densité massique d'énergie (1 kg contient autant d’énergie qu’environ 3 kg de pétrole), mais une faible densité volumique d'énergie, même comprimé ou liquéfié à −253 °C. Il faut environ sept litres d’hydrogène comprimé à 700 bar ou quatre litres d’hydrogène liquide pour disposer d'autant d’énergie que celle contenue dans un litre d’essence ou de kérosène,.
Les réservoirs cryogéniques doivent être de forme cylindrique ou sphérique pour résister à la pression, ce qui complexifie leur intégration, par exemple dans les ailes.